# Пикалов, Александр Викторович
Алекса́ндр Ви́кторович Пика́лов (укр. Олександр Вікторович Пікалов; род. 30 января 1976, Кривой Рог) — украинский актёр, сценарист, телеведущий, художественный руководитель  и автор студии «95 квартал».

## Биография

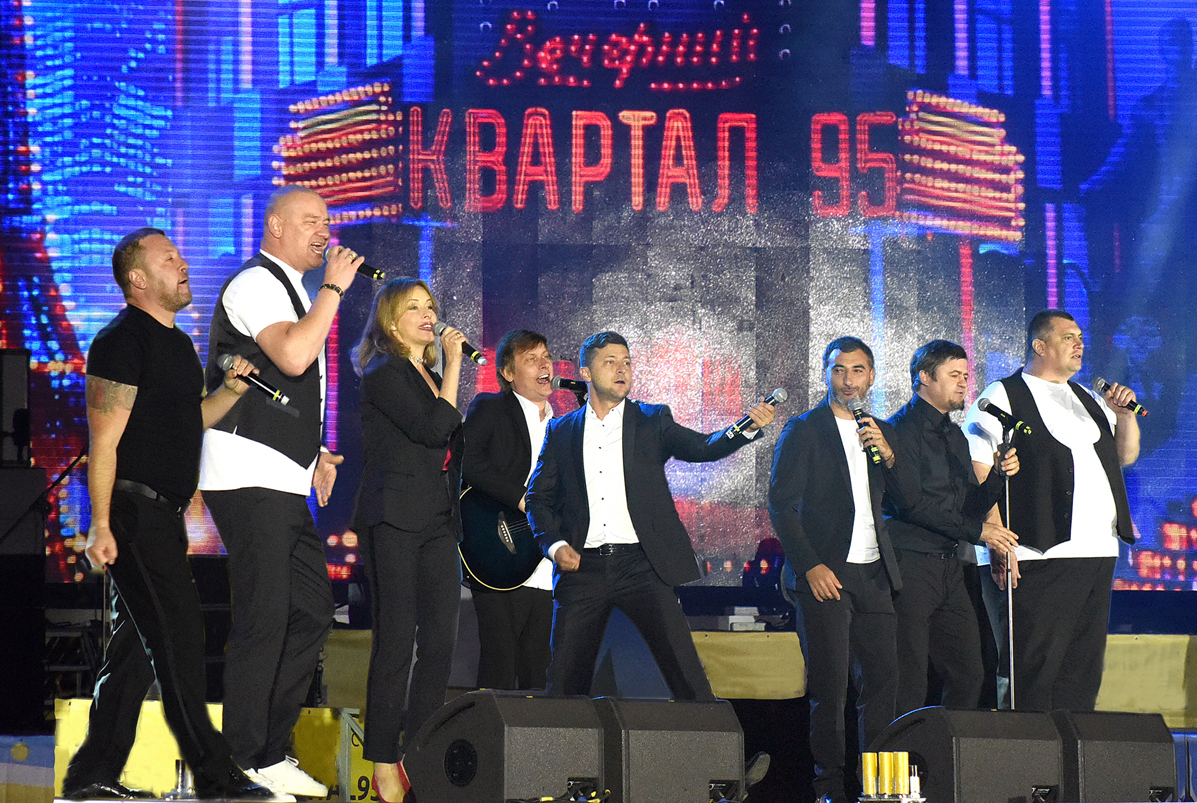
2018

Александр Викторович Пикалов родился 30 января 1976 года в Кривом Роге.
Отец Виктор Алексеевич Пикалов (род. 7 ноября 1957), мать Ольга Николаевна Пикалова (род. 26 ноября 1957) работает в газовом управлении Кривого Рога, брат Валерий Пикалов (род. 10 октября 1980).

Мама меня называет Александром, а бабушка — Валера-ой-Саша. Просто у меня есть младший брат Валера, а его бабушка называет Саша-ой-Валера.— 
Окончил среднюю школу № 4 в Кривом Роге. Окончил гимназию № 95 с углубленным изучением английского языка, в которой также учились Владимир Зеленский со своей будущей женой Еленой Кияшко, Сергей Кравец, муж Елены Кравец.
Учился в Криворожском техническом университете.

 Я незаконченный инженер-подземщик. Я учился около десяти лет, я много раз был исключен, как раз, вот именно, это в КВНовских баталиях я выхватил всю прелесть и лишения двух ВУЗов и команды КВН. В одном ВУЗе её любили, во втором — не любили. Вот я учился в том, в котором, так, скажем недолюбливали. — 
По профессии не работал, но работал сварщиком, охранником, дворником, работал на стройке помощником дефектоскописта. Был художественным руководителем СТЭМа «Беспризорник», где играли почти все из «Студии Квартал-95».

 Мы с Вовкой и Денисом (Владимир Зеленский и Денис Манжосов) были в молодости очень похожи на героев «Стиляг»: такие же сумасшедшие костюмы, длинные, зачесанные назад челки, мы слушали и танцевали рок-н-ролл, сильно выделялись из толпы. Собирались у фонтана в городском парке культуры и отдыха Кривого Рога, и на нас всегда странно смотрели. Денег у нас хватало только на пачку сигарет. И ещё бутылку водки и Фанту, которые мы смешивали.
Играл в студенческой команде КВН, затем в «Криворожской шпане». Играл в городской команде «Криворожская шпана». После исчезновения команды, играл за «Сборную Днепропетровска». Играл в Лигах Воронежа и Днепропетровска и на фестивалях в Сочи.
В 1998 году перешёл в команду КВН « 95 квартал»,
С 2003 года входит в состав авторской группы «Студии 95 квартал» «Оптимист и пессимист» вместе с Валерием Жидковым и Еленой Зеленской.
Образы: с 2005 года играет Виктора Януковича; также нередко пародирует Андрея Парубия. В 2016 году купил дом рядом с Порошенко и Ротару.
В 2017 году передал в зону АТО 3 автомобиля — «Элвис», «Элвис-2» и «Додж», посещает военные части, подразделения, госпитали, общается с военными и их семьями, занимается волонтёрством, ремонтирует автомобили для украинской армии.
В 2022 году с первых дней российско-украинской войны помогал украинским волонтерам и солдатам. 6 апреля стало известно, что Пикалов принес присягу и вступил в Национальную гвардию Украины. Кроме того, актер вместе с коллегой Евгением Кошевым, делает шутливые выпуски новостей "Байрактар NEWS".

## Личная жизнь
- Разведён. В 2003-2020 годах был женат на Ирине Сергеевне Пикаловой (Михайличенко) (род. 11 августа 1979) исполнительном продюсере «Студии Квартал 95», познакомились в доме пионеров, где он работал дворником и сторожем, а она пришла на концерт[1][11].
- Сын — Михаил Александрович Пикалов (род. 6 февраля 2006) — футболист[12].
- Александр Пикалов — крёстный отец старшей дочери Валерия Жидкова Елизаветы[4].

У меня много вредных привычек. Это и курение, и еда, и алкоголь. Но я никак с ними не борюсь. Они все равно сильнее, поэтому я просто нахожу с ними общий язык.

Главное мое увлечение — это мотоциклы. Хобби, которое длится уже много лет. Я их не меняю, но они накапливаются. Сколько всего — не скажу.— 
Александр Пикалов — байкер, коллекционирует мотоциклы, в 2015 году у него было 40 разных мотоциклов, фанат Элвиса Пресли и Америки 1950-х — 1960-х, за что получил прозвище «Элвис», дружил с Виктором Януковичем-младшим.

## Фильмография

### Актёр
- 2005 — т/ф «Три мушкетёра» — гвардеец кардинала (автор диалогов)
- 2006 — Милицейская академия
- 2007 — Очень новогоднее кино или ночь в музее — стражник
- 2009 — т/ф «Как казаки…» — казак с татуировкой
- 2015 — Слуга народа — Иван Андреевич Скорик, Министр обороны Украины
- 2016 — Слуга народа-2 — Иван Андреевич Скорик, Министр обороны Украины / Богдан Хмельницкий
- 2018 — Давай танцуй

### Сценарист
- 2009 — Как казаки…

## Телевидение
- «Вечерний квартал» — актёр (Образы: Виктор Янукович, Петр Порошенко, Андрей Парубий)
- «Пороблено в Украине» («Интер») — актёр
- «Вечерний Киев» — разные роли
- «Шерлох» — Cебастьян Моран
- «Мульти Барбара» — озвучивает своего мультипликационного персонажа
- «СуперИнтуиция» — 16.06.2016 вместе с Ирмой Витовской[13]
- «Воскресенье с Кварталом»
- Бункер — Рамзан Кадыров

## Награды
- Орден «За заслуги» III степени (2022)[14]